# Episodi di Petticoat Junction (terza stagione)
La terza stagione della serie televisiva Petticoat Junction è andata in onda negli Stati Uniti dal 14 settembre 1965 al 10 maggio 1966 sulla CBS.
| nº | Titolo originale                       | Prima TV USA      |
| -- | -------------------------------------- | ----------------- |
| 1  | Dear Minerva                           | 14 settembre 1965 |
| 2  | The Baffling Raffle                    | 21 settembre 1965 |
| 3  | The Dog Turns Playboy                  | 28 settembre 1965 |
| 4  | The Good Luck Ring                     | 5 ottobre 1965    |
| 5  | Joe Carson, General Contractor         | 12 ottobre 1965   |
| 6  | Bobbie Jo's Sorority                   | 26 ottobre 1965   |
| 7  | A Doctor in the House                  | 2 novembre 1965   |
| 8  | Hooterville A-Go-Go                    | 9 novembre 1965   |
| 9  | Hooterville Hurricane                  | 16 novembre 1965  |
| 10 | Betty Jo Goes to New York              | 23 novembre 1965  |
| 11 | Bedloe's Successor                     | 30 novembre 1965  |
| 12 | The Crowded Wedding Ring               | 7 dicembre 1965   |
| 13 | Uncle Joe Plays Post Office            | 14 dicembre 1965  |
| 14 | What's a Trajectory?                   | 21 dicembre 1965  |
| 15 | The Butler Did It                      | 28 dicembre 1965  |
| 16 | Better Never Than Late                 | 4 gennaio 1966    |
| 17 | Betty Jo Catches the Bouquet           | 11 gennaio 1966   |
| 18 | Billie Jo's Independence Day           | 18 gennaio 1966   |
| 19 | Yogurt, Anyone?                        | 25 gennaio 1966   |
| 20 | Only Boy in the Class                  | 1º febbraio 1966  |
| 21 | The County Fair                        | 8 febbraio 1966   |
| 22 | Jury at the Shady Rest                 | 15 febbraio 1966  |
| 23 | The Invisible Mr. Dobble               | 22 febbraio 1966  |
| 24 | It's Not the Principle, It's the Money | 1º marzo 1966     |
| 25 | War of the Hotels                      | 8 marzo 1966      |
| 26 | The Windfall                           | 15 marzo 1966     |
| 27 | Second Honeymoon                       | 22 marzo 1966     |
| 28 | Kate Sells the Hotel                   | 29 marzo 1966     |
| 29 | Kate Bradley, Peacemaker               | 5 aprile 1966     |
| 30 | Whatever Happened to Betty Jo?         | 12 aprile 1966    |
| 31 | Every Bachelor Should Have a Family    | 19 aprile 1966    |
| 32 | The Young Matchmakers                  | 26 aprile 1966    |
| 33 | Hooterville Valley Project             | 3 maggio 1966     |
| 34 | Betty Jo's Bike                        | 10 maggio 1966    |

## Dear Minerva
- Prima televisiva: 14 settembre 1965
- Diretto da: Richard L. Bare
- Scritto da: Lou Huston, Al Schwartz

### Trama
- Guest star:

## The Baffling Raffle
- Prima televisiva: 21 settembre 1965
- Diretto da: Richard L. Bare
- Scritto da: Howard Harris, Arthur Marx

### Trama
- Guest star: Ray Kellogg (ufficiale pubblico), Dan White (giurato), Eva Gabor (Lisa Douglas), Sidney Clute (cameriere), Charlotte Knight (giurato), James Forster (giurato), Eddie Albert (Oliver Wendell Douglas)

## The Dog Turns Playboy
- Prima televisiva: 28 settembre 1965
- Diretto da: Charles T. Barton
- Scritto da: Al Schwartz, Lou Huston

### Trama
- Guest star: Paul DeRolf (Jeff), Joseph Mell (Butcher), Hank Jones (Herbert), William Lanteau (Arthur Bronson), Harvey Grant (Hank), Eddie Albert (Oliver Wendell Douglas)

## The Good Luck Ring
- Prima televisiva: 5 ottobre 1965
- Diretto da: Richard L. Bare
- Scritto da: Arthur Marx, Howard Harris

### Trama
- Guest star: Susan Walther (Henrietta), Byron Foulger (Guerney), Eva Gabor (Lisa Douglas), Elvia Allman (Cora Watson), Don Edmonds (Chester), Ollie O'Toole (Carter), Eddie Albert (Oliver Wendell Douglas)

## Joe Carson, General Contractor
- Prima televisiva: 12 ottobre 1965
- Diretto da: Charles T. Barton
- Scritto da: Al Schwartz, Lou Huston

### Trama
- Guest star: Eddie Albert (Oliver Wendell Douglas), Eva Gabor (Lisa Douglas)

## Bobbie Jo's Sorority
- Prima televisiva: 26 ottobre 1965
- Diretto da: Guy Scarpitta
- Scritto da: Al Schwartz, Lou Huston

### Trama
- Guest star: Susan Walther (Henrietta), Suzanne Benoit (Sandra), Eva Gabor (Lisa Douglas), Bobby "Boris" Pickett (Stonewall Jackson), Jacqueline Malouf (Muriel), Eddie Albert (Oliver Wendell Douglas)

## A Doctor in the House
- Prima televisiva: 2 novembre 1965
- Diretto da: Hollingsworth Morse
- Scritto da: Frank Crow

### Trama
- Guest star: Dave Willock (Touhey Benson), Alan Reed, Jr. (dottor Matthew Bailey), Eddie Albert (Oliver Wendell Douglas), Frank Ferguson (Doc Stuart), Elsie Baker (donna), Kay E. Kuter (Newt Kiley)

## Hooterville A-Go-Go
- Prima televisiva: 9 novembre 1965
- Diretto da: Charles T. Barton
- Scritto da: Charles Tannen, George O'Hanlon

### Trama
- Guest star: Jay Ripley (Willie), Paul DeRolf (Jeff), Eva Gabor (Lisa Douglas), Maudie Prickett (Tilley Finney), Susan Walther (Henrietta), Milton Frome (Reece Garrett), Ray Hemphill (Herbie Willets/King Ring-a-Ding), Eddie Albert (Oliver Wendell Douglas)

## Hooterville Hurricane
- Prima televisiva: 16 novembre 1965
- Diretto da: Stanley Z. Cherry
- Scritto da: Bob Marcus, David Braverman

### Trama
- Guest star: Marjorie Bennett (Miss Hogan), Mike Ross (Kid Dynamite), Brett Pearson (Herman Crawley), Joe Higgins (Finchcliff), Jack Henderson (arbitro)

## Betty Jo Goes to New York
- Prima televisiva: 23 novembre 1965
- Diretto da: Guy Scarpitta
- Scritto da: Al Schwartz, Lou Huston

### Trama
- Guest star: Eddie Albert (Oliver Wendell Douglas), Eva Gabor (Lisa Douglas), Garry Goodrich (Gregory Tremayne)

## Bedloe's Successor
- Prima televisiva: 30 novembre 1965
- Diretto da: Stanley Z. Cherry
- Scritto da: Lou Huston, Al Schwartz

### Trama
- Guest star: Donald Curtis (Wilbur Goodfellow), William Bakewell (attore), Charles Lane (Homer Bedloe)

## The Crowded Wedding Ring
- Prima televisiva: 7 dicembre 1965
- Diretto da: Stanley Z. Cherry
- Scritto da: Ben Starr

### Trama
- Guest star: Hope Summers (Mabel Denton), Whit Bissell (Ralph Denton)

## Uncle Joe Plays Post Office
- Prima televisiva: 14 dicembre 1965
- Diretto da: Stanley Z. Cherry
- Scritto da: Al Schwartz, Lou Huston

### Trama
- Guest star: Kay St. Germain Wells (Mrs. Prentiss), Donald Douglas (Browning), Damian O'Flynn (Wickersham), Charlotte Knight (Emmy Puddleford), Eddie Albert (Oliver Wendell Douglas)

## What's a Trajectory?
- Prima televisiva: 21 dicembre 1965
- Diretto da: Stanley Z. Cherry
- Scritto da: Fred S. Fox, Irving Elinson

### Trama
- Guest star: Rand Brooks (Ernest Belden), Dee Carroll (segretario/a), Arthur O'Connell (William Lawrence)

## The Butler Did It
- Prima televisiva: 28 dicembre 1965
- Diretto da: Dick Moder
- Scritto da: Al Schwartz, Lou Huston

### Trama
- Guest star: Maurice Dallimore (Faversham), Kay E. Kuter (Newt Kiley)

## Better Never Than Late
- Prima televisiva: 4 gennaio 1966
- Diretto da: Stanley Z. Cherry
- Scritto da: Ben Starr

### Trama
- Guest star: Vinton Hayworth (Grant), Vaughn Taylor (Foley), Herbert Anderson (Norton), Herbie Faye (Fiskee), Lenore Kingston (Gloria), Harry Harvey (Billings), Maxine Semon (Lena Fenwick)

## Betty Jo Catches the Bouquet
- Prima televisiva: 11 gennaio 1966
- Diretto da: Dick Moder
- Scritto da: Al Schwartz, Lou Huston

### Trama
- Guest star: Bunny Henning (Gladys), Terry Phillips (Bernie), Patrick Campbell (Newcomb), Bunny Summers (Mrs. Hennessy), Don Edmonds (Lyle Cabot), Ruth Thom (Wilma Blodgett), Winnie Collins (Mrs. Jessop), Dennis Pepper (Arthur Baker), Paul DeRolf (Larry), Charles Briles (Doug Keefer)

## Billie Jo's Independence Day
- Prima televisiva: 18 gennaio 1966
- Diretto da: Dick Moder
- Scritto da: Lou Huston, Al Schwartz

### Trama
- Guest star: Minerva Urecal (Mrs. Griffin)

## Yogurt, Anyone?
- Prima televisiva: 25 gennaio 1966
- Diretto da: Dick Moder
- Scritto da: Clifford Goldsmith

### Trama
- Guest star: Robert Turnbull (Chuck), Dennis Pepper (Edward), Kay E. Kuter (Newt Kiley), Eddie Albert (Oliver Wendell Douglas)

## Only Boy in the Class
- Prima televisiva: 1º febbraio 1966
- Diretto da: Guy Scarpitta
- Scritto da: Al Schwartz, Lou Huston

### Trama
- Guest star: Dennis Pepper (Edward), Edward Green (Gary), Bobby "Boris" Pickett (Walter Thorp), Lenore Kingston (Mrs. Coberland), Don Edmonds (Lyle Cabot), Susan Walther (Henrietta)

## The County Fair
- Prima televisiva: 8 febbraio 1966
- Diretto da: Hollingsworth Morse
- Scritto da: Bernie Kahn, Lila Garrett

### Trama
- Guest star: Max Mellinger (giudice), Bill Baldwin (rappresentante), Mabel Forrest (signora), Gail Bonney (signora), Pat Buttram (Haney), Jacqueline Malouf (Muriel), Paul DeRolf (Bruce), Tim Rooney (Douglas), Johnny Coons (uomo)

## Jury at the Shady Rest
- Prima televisiva: 15 febbraio 1966
- Diretto da: Charles T. Barton
- Scritto da: Al Schwartz, Lou Huston

### Trama
- Guest star: Parley Baer (Bailiff Tucker), Emory Parnell (sceriffo Blake)

## The Invisible Mr. Dobble
- Prima televisiva: 22 febbraio 1966
- Diretto da: Charles T. Barton
- Scritto da: Al Schwartz, Lou Huston

### Trama
- Guest star: Frank Aletter (Benton), Russ Conway (Robinson)

## It's Not the Principle, It's the Money
- Prima televisiva: 1º marzo 1966
- Diretto da: Charles T. Barton
- Scritto da: Bob Marcus, David Braverman

### Trama
- Guest star: Don Haggerty (J. G. Albright), Dee Carroll (Miss Starkey), Don Keefer (Forbes)

## War of the Hotels
- Prima televisiva: 8 marzo 1966
- Diretto da: Charles T. Barton
- Scritto da: Al Schwartz, Lou Huston

### Trama
- Guest star: Curt Barrett (Howard Buskirk), Ron Doyle (Fred), Jack Bannon (Ed), Connie Conrad (donna), Richard Jury (Elroy), J. Pat O'Malley (Murdock Sneep), Gary Preston (rappresentante)

## The Windfall
- Prima televisiva: 15 marzo 1966
- Diretto da: Charles T. Barton
- Scritto da: Al Schwartz, Lou Huston

### Trama
- Guest star: Joyce Nizzari (Hat Check Girl), Phyllis Davis (Showgirl), Jack Perkins (guardia), Jan Arvan (Maitre'd), Guy Wilkerson (Lad Watson), Christine Williams (Showgirl), Hank Patterson (Fred Ziffel)

## Second Honeymoon
- Prima televisiva: 22 marzo 1966
- Diretto da: Charles T. Barton
- Scritto da: Rick Mittleman, Danny Simon

### Trama
- Guest star: Emmaline Henry (Nancy Anderson), Steve Dunne (Jeff Anderson)

## Kate Sells the Hotel
- Prima televisiva: 29 marzo 1966
- Diretto da: Charles T. Barton
- Scritto da: R. S. Allen

### Trama
- Guest star: Hank Patterson (Fred Ziffel), Richard St. John (Carter Deming)

## Kate Bradley, Peacemaker
- Prima televisiva: 5 aprile 1966
- Diretto da: Charles T. Barton
- Scritto da: Al Schwartz, Lou Huston

### Trama
- Guest star: Jim Hayward (coltivatore), John Logan (coltivatore), Hank Worden (coltivatore), Eddie Albert (Oliver Wendell Douglas)

## Whatever Happened to Betty Jo?
- Prima televisiva: 12 aprile 1966
- Diretto da: Guy Scarpitta
- Scritto da: Lou Huston, Al Schwartz

### Trama
- Guest star: Gene Tyburn (Ace Bunther), Charles Briles (Peter Latimer), Florence Lake (Mrs. Latimer)

## Every Bachelor Should Have a Family
- Prima televisiva: 19 aprile 1966
- Diretto da: Guy Scarpitta
- Scritto da: Erna Lazarus

### Trama
- Guest star: Hugh Beaumont (Ronnie Beckman), Molly Dodd (Vera Wilson), Dennis Pepper (Georgie Davis)

## The Young Matchmakers
- Prima televisiva: 26 aprile 1966
- Diretto da: Charles T. Barton
- Scritto da: Lou Huston, Al Schwartz

### Trama
- Guest star: Ted Blair (uomo), Paul DeRolf (Bobbie Jo's Date), Eva Gabor (Lisa Douglas), Dorothy Love (donna), Norman Leavitt (Clyde Rambo), Jack Collins (Robert Thatcher), Patrick Campbell (Renfrew Willoughby), Jack Bannon (Betty Jo's Date), Terry Phillips (Billie Jo's Date)

## Hooterville Valley Project
- Prima televisiva: 3 maggio 1966
- Diretto da: Charles T. Barton
- Scritto da: Al Schwartz, Lou Huston

### Trama
- Guest star: Charles Lane (Homer Bedloe), John Hoyt (Fletcher), Hank Patterson (Fred Ziffel), Kay E. Kuter (Newt Kiley), Tom Fadden (Ben Miller)

## Betty Jo's Bike
- Prima televisiva: 10 maggio 1966
- Diretto da: Guy Scarpitta
- Scritto da: Howard Harris, Jay Sommers

### Trama
- Guest star: Jay Ripley (Willie), Joyce Perry (Clara Begley), Mary Jane Saunders (Susie Davis)